# (6567) Shigemasa
(6567) Shigemasa – planetoida z pasa głównego asteroid okrążająca Słońce w ciągu 3 lat i 154 dni w średniej odległości 2,27 j.a. Została odkryta 16 listopada 1992 roku w Kitami przez Kina Endate i Kazurō Watanabe. Przed nadaniem nazwy planetoida nosiła oznaczenie tymczasowe (6567) 1992 WS.